# Wakonda
Wakonda és una població dels Estats Units a l'estat de Dakota del Sud. Segons el cens del 2000 tenia 374 habitants.

## Demografia
Segons el cens del 2000, Wakonda tenia 374 habitants, 133 habitatges, i 90 famílies. La densitat de població era de 380 habitants per km².
Dels 133 habitatges en un 39,8% hi vivien nens de menys de 18 anys, en un 55,6% hi vivien parelles casades, en un 8,3% dones solteres, i en un 32,3% no eren unitats familiars. En el 30,8% dels habitatges hi vivien persones soles el 17,3% de les quals corresponia a persones de 65 anys o més que vivien soles. El nombre mitjà de persones vivint en cada habitatge era de 2,47 i el nombre mitjà de persones que vivien en cada família era de 3,06.
Per edats la població es repartia de la següent manera: un 27,3% tenia menys de 18 anys, un 4% entre 18 i 24, un 25,1% entre 25 i 44, un 16,8% de 45 a 60 i un 26,7% 65 anys o més.
L'edat mediana era de 39 anys. Per cada 100 dones de 18 o més anys hi havia 86,3 homes.
La renda mediana per habitatge era de 31.875 $ i la renda mediana per família de 38.750 $. Els homes tenien una renda mediana de 31.458 $ mentre que les dones 18.250 $. La renda per capita de la població era de 15.685 $. Entorn del 2,3% de les famílies i el 4,2% de la població estaven per davall del llindar de pobresa.

## Poblacions més properes
El següent diagrama mostra les poblacions més properes.